# 神戸市電布引線
布引線（ぬのびきせん）は、かつて神戸市の瀧道停留場 - 上筒井停留場間を結んでいた神戸市電の軌道路線である。
瀧道 - 中央市民病院前間はフラワーロード上を、布引 - 上筒井間は上筒井通上を走っていた。

## 沿革
- 1912年（大正元年）12月28日：瀧道停留場 - 熊内1丁目停留場間（2.322km）が開業。
- 1919年（大正8年）4月15日：熊内1丁目停留場 - 上筒井停留場間（0.677km）が開業し全線2.999kmが開通。
- 1935年（昭和10年）7月2日：瀧道停留場が瀧道分岐点へと格下げ。
- 1942年（昭和18年）以降：上筒井停留場を上筒井1丁目停留場に改称。
- 1961年（昭和36年）以前：上筒井2丁目停留場を廃止。
- 1969年（昭和44年）3月23日：加納町3丁目 - 上筒井1丁目間を廃止。
- 1970年（昭和45年）3月15日：瀧道分岐点 - 加納町3丁目停留場間を廃止。

## 駅一覧
- 1962年（昭和37年）7月当時。
- 背景色がグレーの駅は廃止・休止駅。

| 停留場名       | 読み                            | 接続路線                                                            | 廃止日         | 備考                     |
| -------------- | ------------------------------- | ------------------------------------------------------------------- | -------------- | ------------------------ |
| 瀧道           | たきみち                        | 栄町本線 税関線 磯上線（1935年廃止） 阪神電気鉄道本線（1933年廃止） | 1935年 7月2日  |                          |
| 三宮阪神前     | さんのみや はんしんまえ         | 東部国道線                                                          | 1970年 3月15日 |                          |
| 三宮阪急前     | さんのみや はんきゅうまえ       | 国鉄東海道本線：三ノ宮駅 阪急電鉄神戸線：神戸駅（現：神戸三宮駅）   | 1970年 3月15日 |                          |
| 加納町3丁目    | かのうちょう さんちょうめ       | 山手・上沢線                                                        | 1970年 3月15日 |                          |
| 加納町2丁目    | かのうちょう にちょうめ         |                                                                     | 1969年 3月23日 |                          |
| 中央市民病院前 | ちゅうおうしみん びょういんまえ |                                                                     | 1969年 3月23日 |                          |
| 布引           | ぬのびき                        |                                                                     | 1969年 3月23日 |                          |
| 熊内4丁目      | くもちよんちょうめ              |                                                                     | 1969年 3月23日 |                          |
| 熊内1丁目      | くもちいっちょうめ              |                                                                     | 1969年 3月23日 |                          |
| 上筒井6丁目    | かみつつい ろくちょうめ         |                                                                     | 1969年 3月23日 |                          |
| 上筒井4丁目    | かみつつい よんちょうめ         |                                                                     | 1969年 3月23日 |                          |
| 上筒井2丁目    | かみつつい にちょうめ           |                                                                     | 1961年 以前    |                          |
| 上筒井1丁目    | かみつつい いっちょうめ         | 石屋川線 阪急電鉄上筒井線：上筒井駅                                 | 1969年 3月23日 | 開業当初の電停名は上筒井 |

## 通過系統
- 1962年（昭和37年）7月当時。

| 系統   | 直通路線              | 通過区間                                            | 直通路線              | 備考 |
| ------ | --------------------- | --------------------------------------------------- | --------------------- | --- |
| 3系統  | 栄町本線              | 瀧道 - 加納町3丁目                                  | 山手・上沢線          | 循環系統、北行のみ |
| 4系統  | 山手・上沢線          | 加納町3丁目 - 瀧道                                  | 栄町本線              | 循環系統、南行のみ |
| 5系統  | 石屋川線 山手・上沢線 | 上筒井1丁目 - 加納町3丁目 加納町3丁目 - 上筒井1丁目 | 山手・上沢線 石屋川線 | 循環系統。加納町3丁目から山手・上沢線へ直通後、楠公東門線・兵庫線・尻池線・和田線・高松線・尻池線・山手・上沢線経由で加納町3丁目へ戻り布引線を上筒井1丁目まで通過する |
| 6系統  | 栄町本線              | 瀧道 - 上筒井1丁目                                  | 石屋川線              | |
| 7系統  | 石屋川線 山手・上沢線 | 上筒井1丁目 - 加納町3丁目 加納町3丁目 - 上筒井1丁目 | 山手・上沢線 石屋川線 | 循環系統。加納町3丁目から山手・上沢線へ直通後、尻池線・高松線・和田線・尻池線・兵庫線・楠公東門線・山手・上沢線経由で加納町3丁目へ戻り布引線を上筒井1丁目まで通過する |
| 8系統  | 税関線                | 瀧道 - 加納町3丁目                                  | 山手・上沢線          | |
| 9系統  | 栄町本線              | 瀧道 - 上筒井1丁目                                  | 石屋川線              | |
| 10系統 | 栄町本線              | 瀧道 - 三宮阪神前                                   | 東部国道線            | |
| 12系統 | 栄町本線              | 瀧道 - 三宮阪神前                                   | 東部国道線            | |
| 13系統 | 栄町本線              | 瀧道 - 三宮阪神前                                   | 東部国道線            | |
| 14系統 | 山手・上沢線          | 加納町3丁目 - 上筒井1丁目                           | 石屋川線              | |
| 15系統 | 栄町本線              | 瀧道 - 三宮阪急前                                   | －                    | |